# ペタル・デリャンの蜂起
ペタル・デリャンの蜂起は、1040年に起こったペタル・デリャンを首謀者とするブルガリア人の反乱である。

## 起源
1018年にブルガリアを滅ぼしたバシレイオス2世は、貨幣経済が行きとどいていなかったブルガリアの事情に配慮し、納税は物税を施した。しかしその死後、貨幣での納税が強制され、ブルガリア人の不満が高まっていた。

## 蜂起
1040年、ブルガリア皇帝ガブリル・ラドミルの子と言われるペタル・デリャンは、不満を持つブルガリア人をまとめてベオグラードで反乱を起こし、スコピエでブルガリア帝国の復活を宣言した。地元ブルガリア人も蜂起に加わり、スコピエに住んでいたギリシャ人を殺した。反乱軍は南下してアルバニア、マケドニアを瞬く間に占拠し、さらにテーバイの戦いで東ローマ軍に勝利してボイオティアをも占拠した。アテネ、ピレウスも反乱軍に加わり、一時期はバルカン半島の大部分が反乱軍の手に落ちた。

## 鎮圧
しかし、反乱は長くは続かなかった。皇帝ミカエル4世は南イタリアでヴァリャーグ（ハスカール）を率いていたハーラル3世を呼び寄せ、大規模な鎮圧軍を編成した。そしてオストロボの戦いでブルガリア反乱軍を徹底的に打ち破った。この戦いでハーラルの活躍は目覚ましく、後にスカンディナヴィアのサガで「ブルガリアを滅ぼした者」と称賛された。反乱の首謀者ペタル・デリャンは処刑されたと言われる。

## その後
東ローマはブルガリア人の反乱を鎮圧させたが、ブルガリア人やバルカンの南スラヴ人達はこの後もたびたび反乱を起こした。最終的にブルガリア人の反乱は成功をおさめ、第二次ブルガリア帝国が誕生した。